# 檀结庆
檀结庆（1962年—），安徽望江人，汉族，中华人民共和国政治人物、全国人民代表大会安徽地区代表。
毕业于吉林大学计算数学专业。加入中国国民党革命委员会。担任合肥工业大学应用数学研究所所长。2008年起担任全国人大代表。2013年，担任全国人大代表。2018年2月24日，当选为第十三届全国人大代表。